# Hymenoplia strigosa
Hymenoplia strigosa är en skalbaggsart som beskrevs av Johann Karl Wilhelm Illiger 1803. Hymenoplia strigosa ingår i släktet Hymenoplia och familjen Melolonthidae. Inga underarter finns listade i Catalogue of Life.